# Falkenberg (Alto Palatinado)
Falkenberg é um município da Alemanha, situado no distrito de Tirschenreuth, no estado da Baviera. Tem 39,41 km² de área, e sua população em 2019 foi estimada em 934 habitantes.